# Boubacar Biro Diallo
Pour les articles homonymes, voir Diallo.
Boubacar Biro Diallo (), né le 1er janvier 1922  et mort le 8 février 2025 à Mamou (Guinée), est un homme politique guinéen, ancien président de l’Assemblée nationale de Guinée du 30 août 1995 à 2002.

## Biographie
Boubacar Biro Diallo est né à Kourou Djalloyabhè (préfecture de Mamou) dans une famille féodale  en 1922, en période coloniale.
Avant son entrée à l’école des Blancs en octobre 1932, Biro se consacre entièrement à l’école coranique. En 1942, il perd sa mère. 
De 1942 à 1945, il fréquente l'école primaire supérieure (EPS) Camille-Guy de Conakry aux côtés de Mbaye Seck, Hadiatou Sylla, Mamadou Kaba Bah, Alpha Sow, Oumar Konkowoulen, et bien d’autres condisciples. Il est ensuite reçu à l'école normale William-Ponty au Sénégal. 
Après sa formation d’instituteur à Sebikotane au Sénégal, il revient dans son pays natal pour servir dans l’enseignement. 
Militant de la première heure pour l’indépendance de la Guinée, il est très actif dans le combat politique.
En 1990 auprès du président Lansana Conté, il participe en première à la création du Parti de l’unité et du progrès (PUP), dont il devient le secrétaire général.
En 1995, il est élu député et président de l’Assemblée nationale jusqu'en 2002, où il est remplacé par Aboubacar Somparé.
Le 8 février 2025 à Mamou, il meurt à 103 ans et est inhumé le 9 février 2025 dans cette même ville.